# Paralacydes
Paralacydes is een geslacht van vlinders van de familie spinneruilen (Erebidae), uit de onderfamilie Arctiinae.

## Soorten
- P. arborifera (Butler, 1875)
- P. areoscopa Turner, 1906
- P. atripes Hampson, 1909
- P. avola Bethune-Baker, 1908
- P. bivittata (Bartel, 1903)
- P. bomfordi (Pinhey, 1968)
- P. borneensis Boisduval
- P. chneouri Rungs, 1951
- P. decemmaculata (Rothschild, 1916)
- P. destrictus Kühne, 2010
- P. extensa Walker, 1856
- P. fiorii (Berio, 1937)
- P. flavicosta Hampson, 1909
- P. flavizonata Hampson, 1911
- P. fumipennis Hampson, 1891
- P. impia Strand, 1909
- P. jeskei (Grünberg, 1911)
- P. maculifascia Walker, 1855

- P. malayensis Hampson, 1901
- P. minorata (Berio, 1935)
- P. proteus de Joannis, 1928
- P. punctatostrigata Bethune-Baker, 1904
- P. ramosa (Hampson, 1907)
- P. strigulosa Hampson
- P. ugandae Hampson, 1916
- P. vocula (Stoll, 1790)
- P. wintgensi Strand, 1909
- P. ypsilon Rothschild, 1910